# Mazarrón
Mazarrón egy község Spanyolországban, Murciában. Mazarrón Cartagena, Lorca, Totana, Alhama de Murcia és Fuente Álamo de Murcia községekkel határos. Lakosainak száma 35 099 fő (2024).

## Nevezetességek
A községhez tartozó Bolnuevo település tengerpartjának közvetlen közelében található a Gredas de Bolnuevo nevű turisztikai látványosság: az erózió által különleges alakúra megformált hatalmas homokkő sziklák együttese.

## Népesség
A település népessége az elmúlt években az alábbi módon változott:
| Lakosok száma | 21 229 | 26 122 | 32 616 | 35 221 | 35 408 | 32 718 | 30 996 | 32 209 | 33 700 | 35 099 |
|               | 2001   | 2004   | 2007   | 2009   | 2012   | 2014   | 2017   | 2019   | 2022   | 2024   |